# Жертвопринесення (фільм, 2000)
«Жертвопринесення» (англ. Sacrifice) — американський телевізійний фільм-трилер 2000 року.

## Сюжет
Понівечений труп юної Лізи Пірс знайдено в болоті. Це вже не перша жертва вбивці, який не залишає ніяких слідів. Батько дівчини, Тайлер Пірс, який відбуває термін за пограбування банку, отримує звістку про страшну смерть єдиної доньки. Одержимий бажанням помститися, зневірений батько здійснює втечу з в'язниці. Крок за кроком наздоганяючи обережного маніяка, він знаходить єдиний ключ до шокуючої розгадки.

## У ролях
| Актор           | Роль                 |
| --------------- | -------------------- |
| Майкл Медсен    | Тайлер Пірс          |
| Бокім Вудбайн   | агент Готфрід        |
| Джеймі Лунер    | Наомі Коен           |
| Дайан Фарр      | Карен Йегер          |
| Дебора Шелтон   | Маргарет Сакет       |
| Мішель Лінтел   | агент Гілдебрандт    |
| Тоні Абатемарко | Філ Ломбарді         |
| Джошуа Леонард  | Джейсон              |
| Джордан Вільямс | Карл Сакет           |
| Воллас Мерк     | сержант Джордж Берні |